# ماي كوراكي
ماي كوراكي (باليابانية: 倉木麻衣) ولدت في 28 أكتوبر 1982، هي مغنية و كاتبة أغاني موسيقى يابانية. إشتهرت عبر شارات بداية ونهاية المحقق كونان، وقامت بالعديد من الشارات التي لاقت نجاحا كبيراً، مثل Secret of my heart و Revive و growing of my heart.

## ألبوماتها
- 2000: دلشس وي (الطريق الشهي).
- 2001: الجريمة المثالية.
- 2002: فيري تيل.
- 2004: إف آي بيليف.
- 2005: فيوز أوف لوف.
- 2006: دياموند ويف.
- 2008: ون لايف.
- 2009: توك مي!
- 2010:فيوتشر كس

## وصلات خارجية
- ماي كوراكي على موقع IMDb (الإنجليزية)
- ماي كوراكي على موقع ميوزك برينز (الإنجليزية)
- ماي كوراكي على موقع أول ميوزيك (الإنجليزية)
- ماي كوراكي على موقع ديسكوغز (الإنجليزية)
- ماي كوراكي على موقع قاعدة بيانات الفيلم (الإنجليزية)
- ماي كوراكي على موقع ANN person (الإنجليزية)

- موقع مي كوراكي الرسمي.